# Kaizoku Sentai Gokaiger VS. Uchū Keiji Gavan: THE MOVIE
Kaizoku Sentai Gokaiger VS. Uchū Keiji Gavan: THE MOVIE (海賊戦隊ゴーカイジャーVS宇宙刑事ギャバンTHE MOVIE Kaizoku Sentai Gōkaijā Tai Uchū Keiji Gyaban Za Mūbī) là một bộ phim điện ảnh nằm trong series phim Super Sentai thứ 35 Kaizoku Sentai Gokaiger. Đây là bộ phim có sự kết hợp với nhân vật chính trong series phim Uchū Keiji Gavan, vì năm 2012 kỉ niệm 30 năm Metal Hero.
Gokaiger VS. Gavan dự kiện được phát hành vào ngày 21 tháng 1 năm 2012, với sự xuất hiện của các nhân vật chính trong cả Gokaiger và Gavan. Kenji Ohba không chỉ thể hiện vai Gavan, nhưng còn thể hiện cả các vai diễn của mình trong Battle Fever J và Denshi Sentai Denziman.

## Diễn viên
- Captain Marvelous: Ryota Ozawa (小澤 亮太 Ozawa Ryōta?)
- Joe Gibken: Yuki Yamada (山田 裕貴 Yamada Yūki?)
- Luka Millfy: Mao Ichimichi (市道 真央 Ichimichi Mao?)
- Don "Doc" Dogoier: Kazuki Shimizu (清水 一希 Shimizu Kazuki?)
- Ahim de Famille: Yui Koike (小池 唯 Koike Yui?)
- Gai Ikari: Junya Ikeda (池田 純矢 Ikeda Jun'ya?)
- Retsu Ichijouji, Shiro Akebono, Daigoro Oume: Kenji Ohba (大葉 健二 Ōba Kenji?)
- Basco ta Jolokia: Kei Hosogai (細貝 圭 Hosogai Kei?)
- Navi (Lồng tiếng): Yukari Tamura (田村 ゆかり Tamura Yukari?)
- Machalcon (Lồng tiếng): Hiroaki Hirata (平田 広明 Hirata Hiroaki?)
- Người dẫn chuyện, Giọng Mobirates, Giọng Gokai Sabre, Giọng Gokai Gun, Giọng Gokai Cellular, Giọng Gokai Spear, Gokai Giọng Galleon Buster: Tomokazu Seki (関 智一 Seki Tomokazu?)